# Crotalaria prittwitzii
Crotalaria prittwitzii är en ärtväxtart som beskrevs av Baker f.. Crotalaria prittwitzii ingår i släktet sunnhampor, och familjen ärtväxter. Inga underarter finns listade i Catalogue of Life.